# Lista de governadores de Roraima
Esta é uma lista de governantes do estado de Roraima. Até 13 de setembro de 1943 Roraima era parte do estado do Amazonas, quando foi separado como território federal (sob direta administração da União) com o nome de Território Federal do Rio Branco, mudado em 13 de dezembro de 1962 para Território Federal de Roraima.
Somente com a Constituição de 1988 é que o território é elevado a categoria de estado federado (instalado de facto em 1991).
Roraima é um estado da federação, sendo governado por três poderes, o executivo, representado pelo governador, o legislativo, representado pela Assembleia Legislativa do Estado de Roraima, e o judiciário, representado pelo Tribunal de Justiça do Estado de Roraima e outros tribunais e juízes. Também é permitida a participação popular nas decisões do governo através de referendos e plebiscitos. A atual constituição do estado de Roraima foi promulgada em 31 de dezembro de 1991, acrescida das alterações resultantes de posteriores emendas constitucionais.
O Poder Executivo roraimense está centralizado no governador do estado, que é eleito em sufrágio universal e voto direto e secreto, pela população para mandatos de até quatro anos de duração, e podem ser reeleitos para mais um mandato. Sua sede é o Palácio Senador Hélio Campos, que desde 1991 é a sede do governo roraimense.
Tratando-se sobre organizações de representação política, 34 dos 35 partidos políticos brasileiros possuem representação no estado. Conforme informações divulgadas pelo Tribunal Superior Eleitoral (TSE), com base em dados de abril de 2016, o partido político com maior número de filiados em Roraima é o Partido Republicano Progressista (PRP), com 6 732 membros, seguido do Partido da Social Democracia Brasileira (PSDB), com 5 356 membros e do Partido Democrático Trabalhista (PDT), com 5 087 filiados. Completando a lista dos cinco maiores partidos políticos no estado, por número de membros, estão o Partido Progressista (PP), com 4 521 membros; e o Partido Trabalhista Brasileiro (PTB), com 3 406 membros. Ainda de acordo com o Tribunal Superior Eleitoral, a Rede Sustentabilidade (REDE) e o Partido Socialista dos Trabalhadores Unificado (PSTU) são os partidos políticos com menor representatividade na unidade federativa, com 21 e 24 filiados, respectivamente. O Partido Novo (NOVO) é o único que não possui nenhuma representatividade em Roraima.

## Território Federal do Rio Branco/de Roraima
Partidos

      Partido Social Democrático
      Partido Social Progressista
      Partido Trabalhista Brasileiro
      União Democrática Nacional
      Aliança Renovadora Nacional
      Partido Democrático Social
      Partido do Movimento Democrático Brasileiro
| Nº | Nome | Nome                                    | Imagem | Eleito | Início do mandato       | Fim do mandato          | Partido                                            | Observações                           | Cargo público anterior                                                           |
| 1  |      | Ene Garcez (1914–2000)                  |        | —      | 17 de abril de 1944     | 22 de fevereiro de 1946 | Partido Social Democrático (PSD)                   | Nomeado pelo Presidente da República. | Capitão do Exército Brasileiro                                                   |
| 2  |      | Félix Valois de Araújo (1906–1968)      |        | —      | 22 de fevereiro de 1946 | 28 de maio de 1947      | Partido Social Progressista (PSP)                  | Nomeado pelo Presidente da República. | Tenente-Coronel do Exército Brasileiro                                           |
| 3  |      | Clóvis Nova da Costa                    |        | —      | 28 de maio de 1947      | 3 de março de 1949      | Partido Social Democrático (PSD)                   | Nomeado pelo Presidente da República. | Secretário de Administração de Boa Vista                                         |
| 4  |      | Miguel Ximenes de Mello (1913–2003)     |        | —      | 3 de março de 1949      | 23 de fevereiro de 1951 | Partido Social Democrático (PSD)                   | Nomeado pelo Presidente da República. | Superintendente de Desenvolvimento da Região Norte do Brasil                     |
| 5  |      | Jerocílio Gueiros                       |        | —      | 23 de fevereiro de 1951 | 6 de outubro de 1951    | Partido Social Progressista (PSP)                  | Nomeado pelo Presidente da República. | Estatístico do IBGE e suplente de Deputado Federal pelo Território de Rio Branco |
| 6  |      | Belarmino Neves Galvão                  |        | —      | 6 de outubro de 1951    | 16 de junho de 1952     | Partido Trabalhista Brasileiro (PTB)               | Nomeado pelo Presidente da República. | Coronel do Exército Brasileiro                                                   |
| 7  |      | Aquilino Mota Duarte (1901–1986)        |        | —      | 16 de junho de 1952     | 15 de julho de 1953     | Partido Trabalhista Brasileiro (PTB)               | Nomeado pelo Presidente da República. | Delegado da Comissão de Abastecimento e Preços (COAP)                            |
| 8  |      | José Luís de Araújo Neto                |        | —      | 15 de julho de 1953     | 26 de janeiro de 1955   | Partido Trabalhista Brasileiro (PTB)               | Nomeado pelo Presidente da República. | Capitão do Exército Brasileiro                                                   |
| 9  |      | Auriz Coelho e Silva                    |        | —      | 26 de janeiro de 1955   | 13 de junho de 1955     | Partido Social Progressista (PSP)                  | Nomeado pelo Presidente da República. | Tenente-Coronel do Exército Brasileiro                                           |
| 10 |      | Adelmar Rocha (1892–1973)               |        | —      | 13 de junho de 1955     | 23 de novembro de 1955  | União Democrática Nacional (UDN)                   | Nomeado pelo Presidente da República. | General do Exército Brasileiro                                                   |
| 11 |      | José Maria Barbosa                      |        | —      | 23 de novembro de 1955  | 29 de janeiro de 1959   | Partido Social Democrático (PSD)                   | Nomeado pelo Presidente da República. | Sem experiência anterior em cargos públicos                                      |
| 12 |      | Hélio Magalhães (1927–2010)             |        | —      | 29 de janeiro de 1959   | 2 de março de 1961      | Partido Social Democrático (PSD)                   | Nomeado pelo Presidente da República. | Deputado Federal pela Bahia                                                      |
| 13 |      | Djacir Cavalcanti de Arruda (1929–19??) |        | —      | 2 de março de 1961      | 2 de setembro de 1961   | União Democrática Nacional (UDN)                   | Nomeado pelo Presidente da República. | Deputado Federal pela Paraíba                                                    |
| 14 |      | Clóvis Nova da Costa                    |        | —      | 2 de setembro de 1961   | 30 de janeiro de 1963   | Partido Social Democrático (PSD)                   | Nomeado pelo Presidente da República. | Deputado Federal pelo Território de Roraima                                      |
| 15 |      | Francisco de Assis Peixoto              |        | —      | 30 de janeiro de 1963   | 13 de junho de 1964     | Partido Trabalhista Brasileiro (PTB)               | Nomeado pelo Presidente da República. | Superintendente da Zona Franca de Manaus                                         |
| 16 |      | Dilermando Rocha                        |        | —      | 13 de junho de 1964     | 10 de abril de 1967     | Aliança Renovadora Nacional (ARENA)                | Nomeado pelo Presidente da República. | Tenente-Coronel do Exército Brasileiro                                           |
| 17 |      | Hélio Campos                            |        | —      | 10 de abril de 1967     | 28 de março de 1969     | Aliança Renovadora Nacional (ARENA)                | Nomeado pelo Presidente da República. | Tenente-Coronel do Exército Brasileiro                                           |
| 18 |      | Walmor Leal (1925–19??)                 |        | —      | 28 de março de 1969     | 12 de março de 1970     | Aliança Renovadora Nacional (ARENA)                | Nomeado pelo Presidente da República. | Major do Exército Brasileiro                                                     |
| 19 |      | Hélio Campos (1921–1991)                |        | —      | 12 de março de 1970     | 3 de abril de 1974      | Aliança Renovadora Nacional (ARENA)                | Nomeado pelo Presidente da República. | Tenente-Coronel do Exército Brasileiro                                           |
| 20 |      | Fernando Ramos Pereira (1935–2001)      |        | —      | 3 de abril de 1974      | 2 de abril de 1979      | Aliança Renovadora Nacional (ARENA)                | Nomeado pelo Presidente da República. | Coronel do Exército Brasileiro                                                   |
| 21 |      | Ottomar Pinto (1931–2007)               |        | —      | 2 de abril de 1979      | 7 de abril de 1983      | Aliança Renovadora Nacional (ARENA)                | Nomeado pelo Presidente da República. | Brigadeiro da Força Aérea Brasileira                                             |
| 22 |      | Vicente Magalhães                       |        | —      | 7 de abril de 1983      | 19 de dezembro de 1983  | Partido Democrático Social (PDS)                   | Nomeado pelo Presidente da República. | Brigadeiro da Força Aérea Brasileira                                             |
| 23 |      | Arídio Magalhães                        |        | —      | 19 de dezembro de 1983  | 26 de junho de 1985     | Partido Democrático Social (PDS)                   | Nomeado pelo Presidente da República. | General do Exército Brasileiro                                                   |
| 24 |      | Getúlio Cruz (1950–)                    |        | —      | 26 de junho de 1985     | 14 de outubro de 1987   | Partido da Frente Liberal (PFL)                    | Nomeado pelo Presidente da República. | Professor de economia na Universidade Federal de Roraima                         |
| 25 |      | Roberto Klein                           |        | —      | 14 de outubro de 1987   | 15 de setembro de 1988  | Partido do Movimento Democrático Brasileiro (PMDB) | Nomeado pelo Presidente da República. | General do Exército Brasileiro                                                   |

## Governo do Estado de Roraima
Partidos

      Partido do Movimento Democrático Brasileiro
      Partido Democrático Social
      Partido Trabalhista Brasileiro
      Partido Progressista Brasileiro → Partido Progressista
      Partido da Frente Liberal → Democratas
      Partido Social Liberal
      Partido dos Trabalhadores
      Partido da Social Democracia Brasileira
      Partido Socialista Brasileiro
      Partido Trabalhista Cristão
| №  | Governador (Nascimento–Falecimento) | Governador (Nascimento–Falecimento) | Retrato                                        | Eleito    | Início do mandato      | Fim do mandato         | Partido político                                   | Vice-governador      | Vice-governador | Cargo público anterior                           |
| -- | ----------------------------------- | ----------------------------------- | ---------------------------------------------- | --------- | ---------------------- | ---------------------- | -------------------------------------------------- | -------------------- | --------------- | ------------------------------------------------ |
| 1  |                                     | Romero Jucá (1954–)                 |                                                | —         | 15 de setembro de 1988 | 2 de abril de 1990     | Partido do Movimento Democrático Brasileiro (PMDB) | vago                 | vago            | Presidente da Fundação Nacional do Índio (Funai) |
| 1  | Partido Democrático Social (PDS)    | Romero Jucá (1954–)                 |                                                | —         | 15 de setembro de 1988 | 2 de abril de 1990     |                                                    | vago                 | vago            | Presidente da Fundação Nacional do Índio (Funai) |
| 2  |                                     | Rubens Vilar (1942–)                |                                                | —         | 2 de abril de 1990     | 31 de dezembro de 1990 | Partido do Movimento Democrático Brasileiro (PMDB) | vago                 | vago            | Senador por Alagoas                              |
| 3  |                                     | Ottomar Pinto (1931–2007)           |                                                | 1990      | 1 de janeiro de 1991   | 31 de dezembro de 1994 | Partido Trabalhista Brasileiro (PTB)               |                      | Airton Dias     | Deputado federal por Roraima                     |
| 4  |                                     | Neudo Campos (1946–)                |                                                | 1994 1998 | 1º de janeiro de 1995  | 6 de abril de 2002     | Partido Trabalhista Brasileiro (PTB)               |                      | Airton Cascavel | Sem experiência anterior em cargos públicos      |
| 4  |                                     | Neudo Campos (1946–)                | Partido Progressista Brasileiro (PPB)          | 1994 1998 | 1º de janeiro de 1995  | 6 de abril de 2002     |                                                    | Flamarion Portela    |                 | Sem experiência anterior em cargos públicos      |
| 4  | Partido da Frente Liberal (PFL)     | Neudo Campos (1946–)                |                                                | 1994 1998 | 1º de janeiro de 1995  | 6 de abril de 2002     |                                                    | Flamarion Portela    |                 | Sem experiência anterior em cargos públicos      |
| 5  |                                     | Flamarion Portela (1954–)           |                                                | 2002      | 6 de abril de 2002     | 10 de novembro de 2004 | Partido Social Liberal (PSL)                       | vago                 | vago            | Vice-governador de Roraima                       |
| 5  |                                     | Flamarion Portela (1954–)           | Partido dos Trabalhadores (PT)                 | 2002      | 6 de abril de 2002     | 10 de novembro de 2004 |                                                    | Salomão Cruz         |                 | Vice-governador de Roraima                       |
| 6  |                                     | Ottomar Pinto (1931–2007)           |                                                | 2006      | 10 de novembro de 2004 | 11 de dezembro de 2007 | Partido Trabalhista Brasileiro (PTB)               | vago                 | vago            | Prefeito de Boa Vista                            |
| 6  |                                     | Ottomar Pinto (1931–2007)           | Partido da Social Democracia Brasileira (PSDB) | 2006      | 10 de novembro de 2004 | 11 de dezembro de 2007 |                                                    | José Anchieta Júnior |                 | Prefeito de Boa Vista                            |
| 7  |                                     | José Anchieta Júnior (1965–2018)    |                                                | 2006 2010 | 11 de dezembro de 2007 | 4 de abril de 2014     | Partido da Social Democracia Brasileira (PSDB)     | vago                 | vago            | Vice-governador de Roraima                       |
| 7  | Chico Rodrigues                     | José Anchieta Júnior (1965–2018)    |                                                | 2006 2010 | 11 de dezembro de 2007 | 4 de abril de 2014     | Partido da Social Democracia Brasileira (PSDB)     |                      |                 | Vice-governador de Roraima                       |
| 7  |                                     | José Anchieta Júnior (1965–2018)    |                                                | 2006 2010 | 11 de dezembro de 2007 | 4 de abril de 2014     | Partido da Social Democracia Brasileira (PSDB)     |                      |                 | Vice-governador de Roraima                       |
| 8  |                                     | Chico Rodrigues (1951–)             |                                                | 2010      | 4 de abril de 2014     | 31 de dezembro de 2014 | Partido Socialista Brasileiro (PSB)                | vago                 | vago            | Vice-governador de Roraima                       |
| 9  |                                     | Suely Campos (1953–)                |                                                | 2014      | 1º de janeiro de 2015  | 10 de dezembro de 2018 | Partido Progressista (PP)                          |                      | Paulo Quartiero | Vice-prefeita de Boa Vista                       |
| 9  | vago                                | Suely Campos (1953–)                |                                                | 2014      | 1º de janeiro de 2015  | 10 de dezembro de 2018 | Partido Progressista (PP)                          |                      |                 | Vice-prefeita de Boa Vista                       |
| 10 |                                     | Antônio Denarium (1964–)            |                                                | 2018 2022 | 1º de janeiro de 2019  | em exercício           | Partido Social Liberal (PSL)                       |                      | Frutuoso Lins   | Interventor Federal de Roraima                   |
| 10 |                                     | Antônio Denarium (1964–)            | Progressistas (PP)                             | 2018 2022 | 1º de janeiro de 2019  | em exercício           | Edilson Damião                                     |                      |                 | Interventor Federal de Roraima                   |